# Over de geest van de wetten
Over de geest van de wetten (De l’esprit des lois) was het levenswerk van de Franse staatkundige en rechtsgeleerde Charles Louis de Secondat, baron van La Brède en Montesquieu uit 1748. Hij onderscheidde de wetgevende, uitvoerende en rechtsprekende macht. Als de drie machten van elkaar gescheiden waren en de aristocratie haar rol kon spelen, was er politieke vrijheid in een staat. Hij wilde de buitensporigheden van oorlog, verovering, slavernij en godsdienstvervolgingen inperken. Montesquieu was een man van het midden die vanuit een stoïcijnse levenshouding de uitersten wilde vermijden. Hij heeft twintig jaar aan het boek gewerkt; het zou van groot belang worden voor de Verlichting.

## Inleiding
God had een wereld geschapen die bewoog volgens onveranderlijke en rechtvaardige wetten. De wetten bepaalden de onderlinge verhoudingen tussen al wat er bestond. In de fysieke wereld werden de goddelijke wetten strikt in acht genomen, maar in de intelligente wereld overtraden de mensen ze onophoudelijk. Mensen waren onwetend, zaten vol vooroordelen en dwalingen, kenden zichzelf niet en richtten het grootste kwaad aan. Godsdienst, filosofie en wetten hadden de mensen tot de orde geroepen. Eerst waren er de wetten van de natuur zoals zelfbehoud, voedsel, het andere geslacht en de wil om samen te leven. Niets mocht zich tegen de natuur keren, want dat was de zoetste van alle stemmen. Dan kwamen de wetten van de samenleving.

## Staatsvormen
Montesquieu beschreef drie typen staatsvormen: de republiek (Engeland destijds), de monarchie (Frankrijk van voor de revolutie) en de despotie (het toenmalige gebied waar thans Turkije onder valt). De republiek werd opgesplitst in democratie en aristocratie. Ondanks dat in het boek tot de conclusie wordt gekomen dat de monarchie de ideale staatsvorm is, was voor Montesquieu toch de republiek de ideale staatsvorm indien je tussen de regels doorleest. Montesquieu was een rechter ten tijde van het ancien regime en kon dus niet in vrijheid schrijven. Hij wilde vooral de geest van de wetten vatten, de menselijke drijfveren ontdekken en de grondbeginselen van de staat formuleren. Elke staat had zijn beginsel dat onaangetast moest blijven om de staat overeind te houden.

### Democratie
In een democratie lag de macht bij het volk in zijn geheel. Gezagsdragers werden verkozen, rechters moesten zich strikt houden aan de wet. Als de wetten niet meer gerespecteerd werden, was de staat verloren. Democratieën hadden milde wetten en waren geschikt voor een klein grondgebied. Het was belangrijk om de goede zeden te bewaken, want naast misdaden konden ook nalatigheid, gebrek aan vaderlandsliefde en andere misstappen de republiek te gronde richten. Daarom kende Montesquieu een grote rol toe aan de senaat en de censoren.
De geest van de democratie was de deugd. Iedereen maakte er aanspraak op hetzelfde geluk, voordelen, genoegens en verwachtingen. In een gelukkige republiek bevonden de talenten en de lotgevallen van veel burgers zich ergens in het midden. Uit liefde voor de gelijkheid werd er van hen de soberheid verlangd om zich tevreden te stellen met hun echte behoeften. Daarom moesten er regelingen getroffen worden over de gelijke verdeling van bezittingen. De rijken betaalden zwaardere belastingen; wetten beperkten de weelde, want het maakte mensen zo egoïstisch dat het zich tegen de staat zou keren. In een democratie moesten ambitie, bezitsdrang en ijdelheid beperkt worden.https://books.google.be/books?id=1HKVKlpNbVYC&pg=PA188#v=onepage&q&f=false

### Aristocratie
In een aristocratie lag de macht bij een beperkt aantal adellijke families. Montesquieu wilde weinig mensen van het bestuur uitsluiten. Hoe dichter een aristocratie in de buurt van de democratie kwam, hoe volmaakter. De aristocratie diende zich zo veel mogelijk te identificeren met het gewone volk. De edelen moesten de eenheid bewaren om te ontsnappen aan het gevaar van intriges en partijvorming. De adel bedwong het volk, maar het was moeilijk om zichzelf te bedwingen. Als de wetten in acht genomen werden, was de aristocratie een uitstekend systeem. Als de wetten niet van toepassing waren, kwam de despotie dichterbij.
De geest van de aristocratie was de gematigdheid. Er was deugd nodig binnen de adelstand; de edelen moesten onderling gelijk zijn door bescheidenheid en eenvoud. Weelde druiste in tegen de geest van gematigdheid.

### Monarchie
In een monarchie bestuurde één vorst, maar verenigde niet alle macht in zijn persoon. Hij liet zich bijstaan door een aantal bevoorrechte standen zoals adel, geestelijkheid, steden en plaatselijke heren. De vorst gaf hen privileges en een ondergeschikt gezag, opdat ze de monarchie zouden ondersteunen. De positie van de standen was stabiel. Er was ook behoefte aan bestuursorganen, godsdienst en tradities om over de wetten te hoeden en stabiliteit te brengen. De vorst en zijn ministers mochten niet rechtspreken, want dat zou een bron van onrecht en misbruik worden. Een monarchie was geschikt voor een middelgroot grondgebied.
De geest van de monarchie was de eer van elk individu en elke stand. Iedereen wilde zich onderscheiden en boven de anderen verheffen; niemand streefde gelijkheid na. Grote daden en glorie waren het bewijs van een grote geest en een groot persoon maakte alle anderen klein. De krijg was het hoogste beroep. Een monarchie vereiste een strikte scheiding van de verschillende standen op basis van privileges, rangorde, weelde en erfelijkheid. De eer kon tot de mooiste handelingen inspireren ten voordele van het algemeen belang en een vorst mocht nooit een oneervolle daad verlangen. Verder vergde de staat geen deugden van zijn onderdanen.

### Despotie
In een despotie bestuurde één persoon met een onmetelijke macht. Een despoot kende geen andere regel dan zijn eigen impulsen; er waren weinig wetten. De despoot was dom, lui en genotzuchtig. Terwijl hij zich aan stompzinnige grillen en wilde passies overleverde, verwaarloosde hij de staatszaken. Men was beducht voor zijn wreedheid en wraaklust, want hij beschikte over het leven van zijn onderdanen. Zijn kracht was gelegen in het leger. Er was onrecht en uitbuiting, het persoonlijk bezit was onzeker en de economie viel stil. De despoot benoemde anderen tot despoot over hun ondergeschikten, maar gezagsdragers liepen er altijd gevaar voor hun leven. Iedere tiran was tegelijk slaaf. De despoot was alles en de anderen niets. Alle mensen waren er slaven van wie een uiterste gehoorzaamheid en onderdanigheid verlangd werd. Misschien kon de godsdienst tegenover de wil van de despoot geplaatst worden. Een despotie was geschikt voor een groot grondgebied.
De geest van de despotie was de angst. Met angst wilde de despoot alles rustig houden, het hart verlagen, alle moed wegvagen en ieder sprankje ambitie doven. Deugd en eer waren er onbekend. De despotie was in zichzelf verdorven.

## Politieke standpunten

### De Engelse staatsinrichting
Montesquieu werd beroemd door dit ene hoofdstuk (Boek XI, hoofdstuk 6, p219-230). In zijn betoog over de Engelse staatsinrichting onderscheidde Montesquieu de wetgevende, uitvoerende en rechtsprekende macht en pleitte voor de scheiding der machten. Men kon enkel van politieke vrijheid spreken, als de drie machten van elkaar gescheiden waren. Als de drie machten verenigd waren, lag despotie op de loer. Omdat in de meeste Europese koninkrijken de vorsten toen de wetgevende en uitvoerende macht hadden, moest Montesquieu gas terugnemen en noemde zo’n bestuur toch gematigd.
- De wetgevende macht werd verdeeld over het parlement en de senaat. Het parlement was de vertegenwoordiging van het gewone volk. Alle burgers hadden stemrecht behalve diegenen die niet over een eigen wil beschikten. De senaat was de vertegenwoordiging van de adel. In een staat waren er altijd mensen die zich onderscheidden door afkomst, voorrechten, rijkdom of verdiensten. Zij moesten meer invloed krijgen. Het parlement en de senaat konden hun veto uitspreken tegen elkaar.
- De uitvoerende macht lag bij de monarch. Montesquieu zei dat één persoon snel beslissingen kon nemen en dat het een schending van de scheiding der machten zou zijn om wetgevende vertegenwoordigers in de uitvoerende macht te benoemen. De monarch bepaalde wanneer de wetgevende macht bijeenkwam, had vetorecht tegen de wetgevende macht en was onschendbaar in tegenstelling tot zijn ministers die de verantwoordelijkheid droegen voor het beleid.
- De rechtsprekende macht was in handen van tijdelijke volksjury’s. De procespartijen mochten de rechters kiezen en de rechters moesten zich houden aan de wetten. De adel mocht niet bloot staan aan de afgunst van het gewone volk en werd berecht door zijn gelijken in de senaat.

Volgens Montesquieu was de Engelse politieke vrijheid extreem en hij hield niet van extremen. Misschien waren de mensen even gelukkig in de monarchieën die ontstonden na de val van het Romeinse Rijk toen de Germaanse volkeren zich over de veroverde gebieden verspreidden. Het bestuur was een mengvorm van monarchie en aristocratie, waar het lagere volk eerst nog in slavernij leefde, maar weldra gingen de vrijheid van het volk, de privileges van adel en geestelijkheid en de macht van de koning harmonieus samen. Het was het best mogelijke staatsbestel dat een mens zich maar kon indenken. In deze monarchieën had de vorst de wetgevende en uitvoerende macht, maar niet de rechtsprekende macht. De vorst stelde de rechters aan en sprak zelf geen recht.
Hoewel de voorgaande alinea verwarring kan zaaien, is het duidelijk dat Montesquieu de Engelse staatsvorm niet alleen beschreef, maar ook verdedigde en bewonderde. Hij noemde Engeland een hoogstaande natie waar politieke vrijheid het doel van het staatsbestel was. Verder in het boek werd hij lyrisch over Engeland (p. 404-413). Het was een onstuimige natie die voer op de koers van haar emoties die niet beteugeld moesten worden en geen schade konden aanrichten. Het volk was overtuigd van de noodzaak om zich te onderwerpen aan de Engelse staatsinrichting. De twee politieke partijen (Tories en Whigs) temperden het ongenoegen van het volk. Als de ene partij te zeer domineerde, stuwden de burgers de andere partij op. De politieke vrijheid leidde naar handel en welvaart. De Engelsen waren eerlijk, oprecht, niet ijdel en waardeerden echte kwaliteiten zoals rijkdom en verdienste.

### Oorlog, verovering en slavernij
Een staat had het recht om oorlog te voeren om zijn voortbestaan te verzekeren. Het recht op zelfverdediging maakte de aanval soms noodzakelijk om een ander volk de kans niet te geven om de staat te gronde te richten. Glorie, nut en fatsoen konden oorlog niet rechtvaardigen. In een oorlog mocht gedood worden uit noodzaak, maar het was verwerpelijk om krijgsgevangenen om het leven te brengen. Montesquieu laakte dat er in Europa hoge belastingen geheven werden om een grote troepenmacht op de been te houden en bondgenootschappen te financieren.
Een staat had het recht om grondgebied te veroveren om de eigen soort in stand te houden. De verovering moest de bedoeling hebben om het veroverde te vrijwaren en te benutten, niet te vernietigen, om een duurzame politieke gemeenschap te vormen en om de anderen te behandelen zoals wijzelf behandeld willen worden. Als de verovering voltooid was, verloor men het recht om te doden. Slavernij was nooit het doel en enkel gerechtvaardigd als tijdelijke maatregel voor het behoud van de veroverde gebieden. De verovering kon soms voordelen opleveren voor de overwonnen volkeren zoals vrijheid en rechtvaardige wetten. De veroveraar had zelfs de plicht om een deel van het aangerichte kwaad te herstellen. De Spanjaarden echter hadden in Zuid-Amerika een van de grootste wonden toegebracht aan de mensheid. Montesquieu definieerde het veroveringsrecht als een noodzakelijk, wettelijk en ongelukkig recht dat altijd een onmetelijke schuld creëerde jegens de menselijke natuur.
Slavernij was wezenlijk niet goed en tegennatuurlijk. Het had geen nut, want alles kon door vrije mensen volbracht worden. Slavernij bestond in despotieën en was in Europa gelukkig afgeschaft. Een vrij man had het recht niet om zichzelf te verkopen als slaaf om zijn schulden te betalen. Tegelijk maande hij tot voorzichtigheid met vrijlatingen. Een slavenstaat mocht niet alle slaven ineens emanciperen en de politieke rechten van de vrijgelatenen moesten worden beperkt, want zelfs in een democratie mocht de macht nooit in handen van het gemene volk vallen (boek 15, hoofdstuk 18).

### Godsdienst en geestelijkheid
Montesquieu was een staatkundige die de positieve effecten van godsdienst op de samenleving onderzocht. Hij pleitte voor een samengaan van politiek en godsdienst, want godsdienst kon stabiliteit brengen in de staat. Het was nuttig voor de mensheid om te geloven in het bestaan van God en rekening te houden met God. Godsdienst diende de zeden van de mensen te verzachten en naar liefde en mededogen te voeren. Het kon zowel de vorsten als de onderdanen in toom houden. Atheïsme leidde naar onafhankelijkheid en opstandigheid.
Hij omhelsde het christendom dat paste bij een gematigde staatsvorm. Het christendom voerde de mensen naar het geestelijke, verkondigde naastenliefde en droeg op om elkaar lief te hebben. In het evangelie werd aangedrongen op zachtmoedigheid. De mensheid kon niet erkentelijk genoeg zijn voor het politiek recht dat ze aan het christendom te danken hadden. Dankzij het christendom was de slavernij in Europa afgeschaft. Ware christenen hadden een uitstekend besef van hun plichten tegenover het geloof en het vaderland. De grondslagen van het christendom waren veel krachtiger om een duurzame staat te vormen dan de republikeinse deugd, de monarchale eer of de despotische angst.
Montesquieu noemde de splitsing tussen katholiek en protestant ongelukkig, maar gaf met onderstaande standpunten aan dichter bij het katholicisme te staan. Hij geloofde niet in predestinatie, maar wel in de onsterfelijkheid van de ziel. Een godsdienst moest voor elke misdaad vergeving en verzoening mogelijk maken, want er waren geen ongelukkiger mensen dan misdadigers. Een eredienst met veel rituelen, pracht en praal zorgde voor een innige band met de godsdienst. Weelderig ingerichte kerken en een rijk uitgedoste geestelijkheid maakten diepe indruk. Het opperpriesterschap moest los staan van het staatsbestuur. De islam verwierp hij: “De islam, die over niets anders spreekt dan over het zwaard, dringt de mensen nog steeds dezelfde destructieve geest op als waarin hij is gesticht.” (p560-561)
Hij pleitte voor godsdienstvrijheid en religieuze verdraagzaamheid. Als de staat de bestaande godsdiensten vrij liet, moesten ze ook elkaar met rust laten. Aangezien onverdraagzame godsdiensten de drang hadden om uit te breiden, was het uitstekend om nieuwe godsdiensten te verbieden. Montesquieu kantte zich tegen godsdienstvervolgingen. De inquisitie redeneerde zo: wie ontkende, had geen berouw, was verdoemd en kreeg de doodstraf; wie bekende, had berouw, was gered en ontliep de doodstraf. Voor Montesquieu was deze rechtspraak onaanvaardbaar. Hij nam een scherpe aanklacht tegen de Portugese inquisitie in zijn boek op waarin aangevoerd werd dat de joden de christelijke godsdienst meer eerbiedigden dan de inquisitie zelf.
Montesquieu had echter weinig vertrouwen in de geestelijkheid. In een republiek was de macht van de geestelijken gevaarlijk, men hoefde niet vast te houden aan hun voorrechten en hun bezittingen dienden binnen bepaalde grenzen te blijven.

### Volk
Montesquieu was een edelman die niet hoog opliep met het gewone volk. Het volk was zo jaloers op de adel dat het zich wilde wreken. Het volk liet zich meeslepen door zijn emoties, ging tot het uiterste en had geen idee in welk gevaar het zich stortte. Hoge personages moesten het volk intomen en hun emoties bedwingen. Zolang het lagere volk rustig bleef, voelden de rijken zich veilig. Als het volk echter geen eerbied meer had voor de gezagsdragers en de macht wilde overnemen, kwam de staat in verval. Montesquieu waarschuwde voor het gevaar van volksmenners die het gewone volk bewierookten en inspeelden op hun egoïsme. Dan stond een tiran op en het volk was zijn vrijheid kwijt.
Het gewone volk begreep niets van politiek en was niet geschikt om het bestuur op zich te nemen. Zelfs in een democratie mocht de macht niet in handen van het mindere volk vallen. Het had een scherp oog voor kwaliteit en kon goed zijn vertegenwoordigers kiezen. Daar diende het zich toe te beperken.

### Strafrecht
Na een misdaad diende het strafrecht genoegdoening te verschaffen aan de slachtoffers, de haat te laten doven en de gemoederen in evenwicht te brengen. De straf moest in de juiste verhouding tot het misdrijf staan, wat betekende dat grote misdaden zwaarder gestraft werden dan kleine misdaden.
Montesquieu was voorstander van milde straffen die het midden hielden tussen wrede straffen en straffeloosheid. Milde straffen konden een even groot effect hebben als strenge straffen. Door de schaamte en de smaad van een rechtszaak was het soms overbodig nog meer te straffen. Als er wrede folteringen nodig waren, lag de oorzaak bij de gewelddadigheid van het bestuur. Mensen wenden aan de wreedheid en het moest steeds wreder worden om nog af te schrikken. Een volk dat voortdurend geterroriseerd werd en tot grotere wreedheid aangezet werd, kon alleen door een nog wreder regime bestuurd worden. Straffeloosheid leidde anderzijds naar zedelijke achteruitgang. De gruwelijkheid van wetten kon verhinderen dat ze uitgevoerd werden. Wanneer de straf mateloos was, koos men er vaak voor iemand vrijuit te laten gaan.
Hij klaagde aan dat er veel misbruik gemaakt werd van hekserij, ketterij en misdaden tegen de natuur. Het waren veelal lasterlijke beschuldigingen die voortsproten uit dwaasheid en haat. Op basis van twijfelachtige bewijzen kon iedereen verdacht worden van deze twijfelachtige misdrijven. Montesquieu zwakte ze af en zei dat hekserij niet bestond. Er werd eveneens misbruik gemaakt van heiligschennis en majesteitsschennis. De omschrijving was zo onduidelijk dat alles als voorwendsel kon dienen. Voor Montesquieu waren gedachten, woorden en teksten niet strafbaar; wetten waren er alleen ter bestraffing van feitelijke handelingen. Hoogstens waren ze een correctionele straf waard, maar zeker geen doodstraf.

### Verdediging van de feodaliteit
Vooral in de laatste boeken van het werk wierp Montesquieu zich op als een hevig verdediger van het leenheerlijk stelsel, dat onder vuur lag van bepaalde auteurs binnen het juridisch humanisme. Naast zijn liberale principe van scheiding der machten, plaatste hij een tweede beginsel om de monarchie in te tomen, namelijk de vermenging van eigendom en macht die kenmerkend was voor de feodaliteit. Hij zag de voorrechten van adel, geestelijkheid en steden als noodzakelijke waarborgen tegen despotisme. Heerlijke rechtspraak was geen usurpatie van macht, maar een legitiem patrimoniaal recht. Ambtenverkoop vond hij positief voor de rechterlijke onafhankelijkheid. Ook de erfelijkheid in het leenheerlijk stelsel zag hij als gerechtvaardigd. In een gematigde monarchie moest het politieke en het civiele aristocratisch door elkaar lopen.

## Waarden

### Gezag en vrijheid
Montesquieu wilde het midden houden tussen gezag en vrijheid. In een staat was er zowel gezag als vrijheid nodig, maar beiden konden te ver doorschieten en moesten afgeremd worden. Vanuit zijn conservatisme gaf hij toch de voorkeur aan het vasthouden van oude beginselen en instellingen. De oude instellingen waren verbeteringen, de nieuwe dwaalwegen.
Hij eiste trouw aan het gezag op alle niveaus van de maatschappij: de ambtsdragers hadden gezag over de burgers, de ouderen hadden gezag over de jongeren, de mannen hadden gezag over de vrouwen, de vaders hadden gezag over de kinderen en de meesters hadden gezag over de slaven. Gelijkheid betekende niet dat iedereen beval en niemand gehoorzaamde. In een samenleving verloren de mensen noodzakelijkerwijs hun gelijkheid, want er moest bevolen en gehoorzaamd worden. Maar dankzij de wetten werden ze opnieuw elkaars gelijken, omdat de wetten voor iedereen op een gelijke manier golden. Dat was de ware geest van de gelijkheid. Montesquieu had het niet begrepen op opstand, rebellie, revolutie en anarchie. Als iedereen wilde bevelen en niemand nog gehoorzaamde, als het gezag aangetast werd, wankelde de staat en zouden orde, stabiliteit en deugd verdwijnen. Montesquieu dacht te weten hoe gezagsdragers moesten bevelen en ondergeschikten gehoorzamen. Hij was niet blind voor de tekortkomingen van machthebbers. De ervaring van alle tijden had hem geleerd dat iedereen die macht had, geneigd was daar misbruik van te maken en doorging tot hij op een grens stuitte. Vooraanstaande lieden waren eerder vermetel dan gematigd en verstandig.

Anderzijds toonde zijn bewondering voor Engeland aan dat hij erg gesteld was op politieke vrijheid. In de Engelse staatsvorm kregen monarchie, aristocratie en democratie elk een deel van de koek. Montesquieu omschreef vrijheid als volgt  (p217): 
Vrijheid is het recht om alles te doen wat de wetten toestaan, en als één burger zou kunnen doen wat de wetten verbieden, dan was die burger zijn vrijheid kwijt, want dan zou ieder ander dit ook kunnen doen.

### Politieke deugd
Montesquieu pleitte vurig voor de politieke deugd. Hij wilde dat alle burgers liefde zouden voelen voor hun vaderland, volk, vorst, gezagsdragers, staat, wetten en vooral het algemeen belang. Vanuit een liefde voor allen moesten de burgers de algemene belangen verdedigen en hun eigenbelangen opofferen.

### Republiek of monarchie
Montesquieu verdedigde rechtlijnig de gematigde staatsvormen waarmee hij de republiek en de monarchie bedoelde. Alleen daar was er politieke vrijheid, redelijkheid, mildheid, menselijkheid en beschaving, maar dat kon ook ontbreken, als er misbruik van de macht gemaakt werd. In een gematigde staatsvorm was er een evenwicht van de machten: de verschillende machten konden tegen elkaar op, toomden elkaar in en brachten elkaar tot staan. Een staat mocht vooral niet afglijden naar de despotie.

Als hij moest kiezen tussen republiek of monarchie, was zijn voorkeur minder uitgesproken. Er was kritiek op de monarchie, de hovelingen en de koninklijke commissarissen, maar de vorsten zelf bleven buiten schot. Monarchieën hadden een sterke drang naar gebiedsuitbreiding (p. 191): 
De geest van de monarchie is gericht op oorlog en uitbreiding, die van de republiek op vrede en matiging.
 Aan het hof heerste een gekunstelde hoffelijkheid, de hovelingen waren lui, ijdel, kruiperig, hebzuchtig en ontrouw, de koninklijke commissarissen kon je niet vertrouwen. Montesquieu zei dat er geen uitzonderlijke koningen verwacht mochten worden "tussen het moment van nu en het moment dat er geen monarchieën meer zullen zijn" (p. 105).
Montesquieu gaf een aantal flatterende aanbevelingen aan de vorst. Hij moest het goede voorbeeld geven, open en met vertrouwen zijn onderdanen tegemoet treden. Hield hij van de vrijheid? Dat hij zich dan tot de eer en deugd wendde, dat hij zich populariteit verwierf. Met een blijde uitdrukking op het gezicht straalde zijn glorie af op het volk. Zijn onderdanen hadden hem lief. De vorst beloonde, de wetten bestraften. Hij was de bron van al het goede. Deugdzame vorsten waren geen zeldzaamheid. Maar Montesquieu smeerde alleen stroop aan de baard van de vorst, als hij net gezegd had dat er weinig deugd in de monarchie was, hovelingen verachtelijk waren, als hij vreesde voor de spionnen, verklikking, beledigingen en toorn van de vorst (p. 66 en p. 278-283).
Hij besteedde in het algemeen weinig aandacht aan grote mannen. Er was lof voor Alexander de Grote die zijn veroveringen eerbiedigde en hun welvaart nog deed groeien. Eveneens voor Karel de Grote, een gematigd heerser die kracht aan zijn natie meegegeven had. Ten tijde van koning Lodewijk XIV bevond Frankrijk zich op het toppunt van zijn macht, maar als hij de enige koning van Europa wilde worden, zou hij mislukt zijn in alle landen. De hogere machten hadden hem een dienst bewezen door hem nederlagen te bezorgen.
Daartegenover stelde hij dat politieke deugd heel in het bijzonder bij een democratie hoorde (p. 78). De republikeinse deugd ging verder dan de politieke deugd en bevatte ook de geest van gelijkheid. Volgens Montesquieu waren alle mensen gelijk geboren (p. 325) en had de natuur hen als gelijken op de wereld gezet (p. 358). De democratie was gebaseerd op de deugd en de heerschappij van de deugd was de meest duurzame heerschappij ter wereld (p. 403). Deze zaken worden soms aangegrepen om te stellen dat Montesquieu eigenlijk een democraat was die voorzichtig moest zijn om zijn mening uit te spreken. Democratie zou echter niet verenigbaar zijn geweest met de aristocratische privileges, die hij verdedigde tegenover koning en volk. 

### Vrouwen, seksualiteit, huwelijk, kinderen en gezin
De natuur had de mannen superieur aan de vrouwen gemaakt in kracht en verstand. Daarom was de man baas in huis, maar niets verzette zich ertegen dat een vrouw een land bestuurde. Juist haar zwakheid maakte het bestuur milder en gematigder.
Montesquieu hechtte veel belang aan de goede openbare zeden en de zedelijkheidswetten. Vrouwen moesten hun deugdzaamheid bewaren; publieke losbandigheid was het ergste kwaad. Goede wetgevers legden vrouwen een zekere strengheid van zeden op. Vanuit religieus oogpunt was er geen verschil in schending van de huwelijkstrouw, maar de wetten van bijna alle volken maakten terecht wel een verschil. Ze vroegen van vrouwen een grotere terughoudendheid en meer kuisheid dan van mannen. Daarnaast moest de rijkdom van vrouwen ingeperkt worden, want ze zouden zich weelde gunnen en gaan pronken met hun luxe.
Het huwelijk was het meest van belang voor de samenleving. Deze monogame verbintenis zou de meest vrije daad ter wereld moeten zijn, maakte de mensen beter en bracht stabiliteit. De man mocht geen voorhuwelijkse omgang hebben met zijn aanstaande. Het celibaat bracht veel ontrouw met zich mee en polygamie deed de familie uit elkaar vallen. Een echtscheiding was nuttig voor de politiek en de echtgenoten, maar niet altijd voor de kinderen. Homoseksualiteit vervulde Montesquieu met afschuw en schaamte.
Kinderen waren een grote voldoening. De soort moest voortgeplant worden en de opvoeding gebeurde best thuis. Een vader mocht zich niet onttrekken aan de natuurlijke plicht om zijn kinderen groot te brengen. De ouders moesten hun toestemming geven voor het huwelijk van een kind, maar waren wel vrij om hun erfgenamen te kiezen.
Montesquieu wilde de huisvrede bewaren. Iedere burger had recht op een toevluchtsoord waar hem geen geweld aangedaan werd. Daarom konden kinderen niet verplicht worden om de misstappen van hun ouders aan te geven. Spionnen waren verachtelijk; het doorzoeken van huizen was een aanslag op de vrijheid

## Levensfilosofie

### Het midden
Montesquieu was de man van het midden. Hij voelde zich thuis in het midden en hield niet van uitersten. Mildheid en medelijden vonden hun voedingsbodem ergens in het midden, in een mengeling van voor- en tegenspoed; het goede lag niet in het buitensporige. Een goede wetgever zou voor het juiste midden kiezen en de twee uitersten vermijden. Extreme mensen waren geneigd tot hardheid, men moest genezen van machiavellisme (p. 480). "Ik blijf het zeggen: de mensen dienen zich te laten leiden door matigheid, niet door buitensporigheid." (p. 521) "Mijn stelling is dat in de wetgever dient een geest van gematigdheid te huizen; het politiek goede ligt evenals het moreel goede altijd tussen twee grenzen." (p. 718).

### Stoïcisme
Montesquieu loofde de Stoa van Zeno van Citium. Deze filosofische school uit de Oudheid was het meest in overeenstemming met de menselijke waardigheid en het best geschikt om mensen tot goede burgers op te voeden. De stoïcijnen dachten alleen aan het geluk van de mensen en aan hun plichten jegens de samenleving.
Mensen stortten zich in het verderf door hun verlangens, driften en grillen. Er stond geen rem op hun eigenbelangen, ambities en ijdelheid. Weelde en losbandigheid gingen hand in hand. Montesquieu daarentegen verdedigde een geest van bescheidenheid, matiging en soberheid. Mensen moesten niet meer bezitten dan het strikt noodzakelijke; weelde was nutteloos en overbodig. Montesquieu dacht op lange termijn, verlangde naar duurzaamheid en formuleerde zijn oordeel op een trage en zorgvuldige manier. Wetten moesten bondig, duidelijk en eenvoudig zijn, zodat het begrijpelijk was voor de goede huisvader met een gemiddeld verstand. Zijn morele voorkeur ging uit naar wat een strenge indruk maakte.
Men moest altijd ijverig werken. Er mocht geen moment verloren gaan dat aan arbeid zou kunnen worden besteed. Wie werkte, was welvarend; wie niet werkte, was arm en lui. Het was de taak van de staat om die nijverheid aan te moedigen. Als de staat politieke vrijheid schiep en het bezit waarborgde, konden de onderdanen welvaart creëren. De staat moest hulp bieden aan armen, bejaarden, zieken en wezen, maar tijdelijke hulp was beter dan duurzame instellingen. Volgens Montesquieu genas handel van vooroordelen en zorgde het voor milde zeden en vrede.

### Relativisme
Elk volk had zijn eigen karakter dat gevormd werd door klimaat, bodem, economie, religie, zeden en gewoonten. Mensen waren sterk gehecht aan hun volksgeest. De staatsvorm en de wetten dienden afgestemd te zijn op een bepaald volk. Regels van andere samenlevingen waren niet geschikt voor elke samenleving, want wetten waren alleen relatief gezien goed. Er was behoefte aan verscheidenheid; het moesten niet allemaal dezelfde wetten zijn.
Een wetgever moest erop bedacht zijn om de volksgeest onaangetast te laten. Wie wetten maakte die tegen de algemene geest indruisten, moest beseffen hoe gevaarlijk dat was, want verandering voltrok zich zelden zonder grote beroering en bloedvergieten. Je kon beter het goede voorbeeld geven om het volk ertoe te brengen zelf te veranderen.
Montesquieu had zijn idee over een aantal naties. Spanjaarden waren betrouwbaar en lui, Chinezen nijver en sluw. De Arabieren waren een roversvolk. Noorderlingen waren actief, zuiderlingen lui. Europa was vrij en sterk, Azië was zwak en leefde in slavernij.

### Realisme
Montesquieu was bovenal een realist die wist dat niet alles gecorrigeerd moest worden (p. 389). Een tot het uiterste doorgevoerde rede was niet altijd wenselijk (p. 230), want mensen wilden blijven zoals ze waren. Montesquieu vertelde dat de Atheense wetgever Solon de vraag voorgelegd kreeg of de wetten die hij de Atheners gegeven had, ook de beste waren. Zijn antwoord was: “Ik heb ze de beste gegeven van de wetten die ze konden verdragen.” Montesquieu noemde dit een fraaie uitspraak waarvan alle wetgevers doordrongen zouden moeten zijn (p. 400).

## Censuur
De Katholieke Kerk was niet gelukkig met bepaalde passages over de godsdienst. Montesquieu kreeg kritiek van jezuïeten en jansenisten. Toen zijn verdediging niet in goede aarde viel, en hij geen aanstalten maakte om de gevraagde detailcorrecties door te voeren, werd het werk in 1751 door het Vaticaan op de index geplaatst. Deze beslissing werd echter niet gepubliceerd en was in Frankrijk nauwelijks bekend. De theologen van de Sorbonne censureerden in 1752 zeventien passages uit het boek, maar de populariteit ervan was ondertussen te groot en de beslissing is nooit gepubliceerd.

## Duiding
Hoewel Montesquieu in het algemeen bewust agnostisch lijkt te zijn geweest over de ideale staatsvorm, heeft men geprobeerd zijn constitutionele voorkeur uit De l'esprit des lois af te leiden. Het boek is afwisselend geduid als een verdediging van de Britse monarchale constitutie, van het feodale regime, van de antieke republieken en van een monarchie naar Frans model. In de delen waar hij de monarchie vergelijkt met het despotisme, nam Montesquieu positie in het debat tussen de anti-absolutist Henri de Boulainvilliers en diens opponent Gilbert-Charles Le Gendre door zich grotendeels aan te sluiten bij de laatste. Zijn negatieve beschrijving van het oriëntaals despotisme was geen verholen kritiek op de regering van Lodewijk XV, maar integendeel bedoeld om de fundamentele verschillen tussen de twee regimes in de verf te zetten en aan te tonen hoezeer het Franse beantwoordde aan zijn ideaal van de gematigde monarchie. Hij benadrukte weliswaar de mogelijkheid van afglijden naar despotisme, maar niet als een acuut gevaar. Het Franse absolutisme kon politieke vrijheid bieden, zolang de feodale aristocratie en andere intermediaire krachten geëerbiedigd werden. In dit opzicht hoeft het niet te verwonderen dat tsarin Catharina de Grote enthousiast uit De l'esprit des lois kon putten om haar absolutisme als vrijheidsbevorderend voor te stellen.

## In Nederlandse vertaling
Het boek is twee keer integraal in het Nederlands vertaald:
- Montesquieu, Over de geest van de wetten, vertaling van Jeanne Holierhoek, 2006. ISBN 9085060729
- Den heere baron de Montesquieu, De geest der wetten, vertaling van Dirk Hoola van Nooten, 5 dln., 1783-1787